# Semibreve

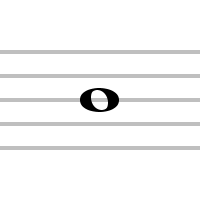
Una nota di valore semibreve

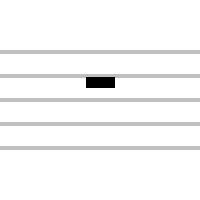
Una pausa del valore di una semibreve

Nella notazione musicale, la semibreve o intero è un valore musicale eseguita con la durata dell'intero.

La semibreve è la figura di valore con la durata più lunga. Rappresenta infatti l'intero (44). Questo valore, a seconda del tempo in cui è posto (come ad esempio gli equivalenti 22 o 44) può essere pensato frazionato differenti pulsazioni; quando è inserita in un tempo "alla breve" (cioè 21, esattamente il suo doppio) essa diventa la metà: vale 1 pulsazione.
È rappresentata da un cerchio (od ovale) vuoto.